# Haematopus palliatus
Haematopus palliatus е вид птица от семейство Haematopodidae.

## Разпространение
Видът е разпространен в Ангуила, Антигуа и Барбуда, Аржентина, Аруба, Американските Вирджински острови, Бахамските острови, Барбадос, Белиз, Бразилия, Британските Вирджински острови, Венецуела, Гваделупа, Гватемала, Доминика, Доминиканската република, Еквадор, Канада, Кайманови острови, Колумбия, Коста Рика, Куба, Мартиника, Мексико, Монсерат, Панама, Перу, Пуерто Рико, Салвадор, Сейнт Китс и Невис, Сейнт Лусия, Сен Мартен, Сейнт Винсент и Гренадини, САЩ, Тринидад и Тобаго, Търкс и Кайкос, Уругвай, Френска Гвиана, Хаити, Хондурас и Чили.